# Escafandra (banda)
Escafandra es una banda de rock y reggae originaria de Posadas, Misiones, Argentina, formada en 1999. A lo largo de su carrera han desarrollado también una serie de eventos, denominados «La Fiesta Santa», colaborando con bandas de todo el país, como Karamelo Santo, Los Cafres y Dancing Mood entre otras.

## Integrantes
- Sebastián Caramelo, Voz.
- Marcelo Kuczek, Guitarra y segunda voz.
- Oscar Venegas, Bajo.
- Fernando Solís, Batería.
- Hugo Viera, Saxo.
- Coco García, Percusión.

## Biografía
Después de tocar juntos en bandas como "La posada", el verano de 1999 Marcelo Kuczek, Oscar Venegas y Fernando Solís dieron los primeros pasos de lo que luego sería Escafandra durante una gira por Brasil, como trío de un músico y amigo, Gervazio Malagrida. En ese verano nacieron las canciones que formaron parte de su primer disco. Posteriormente Fernando, residente en Buenos Aires, invitó al resto de miembros de la banda a mudarse la ciudad, donde podrían complementar el proyecto con el estudio de una carrera de música. 
Instalados en la ciudad porteña, Escafandra debutó en The Cavern Club, y durante su primer año como banda dieron recitales en Cátulo Castillo, La Betty Blues y varios otros locales.	
Con ganas de llevar a Misiones una propuesta musical diferente, Escafandra se lanzó al desafío de producir shows en vivo durante los períodos de Semana Santa, aprovechando la llegada a sus pagos de los estudiantes posadeños residentes en Buenos Aires. La idea era convocar bandas que empezaban a surgir, comenzar el show con Escafandra y cerrarlo con los artistas invitados. Así, en la Semana Santa del 2004, fue la banda de reggae, Los Cafres, la elegida para lo que se empezó a llamar La Fiesta Santa, remitiendo a la época del año. La producción general del evento, realizado en el Club Unión (Posadas), fue totalmente independiente y convocó alrededor de 800 personas, constituyéndose en un verdadero éxito. A partir de este suceso, se mantuvo el contacto con los integrantes de Los Cafres, quienes manifiestan desde entonces, en sus giras por la provincia, el reconocimiento a Escafandra por ser la primera banda que los invitó al lugar. 	
Durante el 2004 empezaron a idear el segundo disco que se llamó “Descaradamente” porque, según los chicos de la banda, fue descarado meterse a grabar en “Del Cielito”, estudio de La Bersuit. Recuerdan que en ese momento compartían el estudio con la banda uruguaya No Te Va Gustar. Este segundo disco empezó a afianzar el estilo de la banda y a la vez a aportarle su lado más roquero, lo que quedó reflejado en el diseño de tapa del disco, desarrollado por Edgardo Alba
El verano de 2005 implicó para Escafandra un crecimiento importante. Durante su segunda gira por la costa, los descubrió Gastón Etchegaray , dueño de Infinito canto & bar. Convencido, les propuso contratarlos para tocar esa misma noche en su boliche. La contrapropuesta de los chicos consistió en tocar a cambio de una cena para todos y del compromiso de “darles laburo” en los próximos días si le gustaba la banda esa noche. El recital confirmó el entusiasmo del dueño y a partir de ese día tocaron todos los días siguientes hasta que se fueron de Mar del Plata. La gira consistió en tocar por las tardes en la costanera y por las noches en el boliche. Durante las tocadas en la costanera conocieron a un músico de una banda local que se interesó por el proyecto. Fue así como de la carpa del verano anterior pasaron a la casa quinta de uno de los integrantes de La Wilington en esta segunda gira. Los discos se vendían sin problema y surgió además la Banda del antojo, un grupo de fanes que los sigue en cada gira a partir de entonces. 
Con la Semana Santa de 2005 se vino la Fiesta Santa II. Esta vez los invitados fueron los músicos de la banda mendocina, Karamelo Santo. La fiesta no sólo fue producida y realizada con la misma idea, de la misma forma y en el mismo lugar que el año anterior, sino que también, al igual que esa vez, llenó el club y fue todo un éxito.
Durante el verano del 2006, la gira a la costa se concretó y regresaron a Mar del Plata, cuando ya su tema “Estrella” sonaba en esa ciudad diariamente.
El grupo Dancing Mood les parecía interesante, por su estándar de jazz en versiones de rock, de reggae y de ska jamaiquino, e invitaron a la banda a tocar para la Fiesta Santa de 2006, realizada esta vez en el Club Huracán (Posadas). El show, al igual que los dos anteriores, fue producido de manera totalmente independiente. Luego del evento, el vínculo con Hugo Lobo, líder de la banda, se consolidó fuertemente.
Transcurría el año 2006 cuando grabaron su tercer disco. La grabación se realizó en Tierra soñada Studio, fundado en Posadas por Marcelo Kuczek, integrante de la banda. El disco contó con la participación de Pedro “el piro” Rozafa, músico de Karamelo Santo y de muchos otros músicos misioneros. Para este tercer disco, el diseño fue desarrollado por Lucas Gallucci de Growebs, un estudio de diseño que se acercó a la banda con el interés de ayudar al haberse entusiasmado con el proyecto. 
Luego de la Fiesta Santa III en abril de 2006, el año transcurrió prolíficamente, con giras por toda la provincia, gran difusión en las radios, temas de la banda como parte del repertorio musical de los boliches, contratos para tocar en fiestas, clubs de fanes, etc. En Buenos Aires sonaba incansablemente el tema “Tierra soñada” en el programa radial Day Tripper de la Rock & Pop. En noviembre de ese mismo año, fueron convocados por Dancing Mood para presentarse como invitados en Niceto, reconocida discoteca de la capital porteña, ante unas 800 personas. Meses después, en su cuarta gira por Mar del Plata y tocando como banda estable en Infinito canto & bar, Escafandra coincidió su itinerario con la banda de Lobo y la acompañó en otra gran fiesta, realizada en la disco Sun de la avenida Constitución en enero de 2007. Durante esa gira también tocaron en Mula Plateada y otros clásicos de la noche marplatense. El dinero ganado era invertido para el proyecto. Esto les permitió enfocarse menos en la expectativa del éxito de las fiestas anteriores y realizar la cuarta Fiesta Santa invitando a la banda amiga La Wilington en devolución de su hospitalidad y atención.
Escafandra sonará de nuevo en Mar del Plata este verano del 2009, en su quinta gira por la costa. Además, prepara los temas del quinto disco, que cuenta con varios invitados especiales a nivel nacional, y videos de recitales en vivo, junto con un compilado de la carrera. Y como no puede faltar, se vendrá también la Sexta Fiesta Santa 2009.

## Actualidad
En el 2009 Escafandra lanzó su último disco ¨Tiempo¨, un disco doble que repasa la carrera de la banda con nuevas versiones.
Este nuevo CD cuenta 25 canciones e invitados de lujo, como Hugo Lobo (Dancing Mood), el Goy y Piro (Karamelo Santo)

## Discografía
- Si Algo Descubres (2003)
- Descaradamente (2004)
- Contra La Corriente (2006)
- Sin Frenos (2008)
- Tiempo (2009) disco doble.